# Ернст Блох
Ернст Блох (Лудвигсхафен, 8. јул 1885 — Тибинген, 4. август 1977) био је немачки филозоф. Оснивач је филозофије утопизма. Предмет Блохових истраживања била је нада у утопијски бољи свет.

## Дела
- Дух утопије
- Субјект-објект
- Насљеђе овог времена
- Томас Минзер као теолог револуције
- Слобода и поредак
- Авицена и Аристотелова љевица
- Принцип наде
- Трагови
- Атеизам у хришћанству
- Тубингенски увод у филозофију